# Jingxiang
Jingxiang (kinesiska: 荆乡, 荆乡回族乡) är en socken i Kina. Den ligger i provinsen Henan, i den centrala delen av landet, omkring 72 kilometer nordost om provinshuvudstaden Zhengzhou.
Genomsnittlig årsnederbörd är 681 millimeter. Den regnigaste månaden är juli, med i genomsnitt 182 mm nederbörd, och den torraste är januari, med 4 mm nederbörd.